# Get the Party Started (album)
Pour les articles homonymes, voir Get the Party Started (homonymie).
Albums de Shirley Bassey
The Remix Album...Diamonds Are Forever
(2000) The Performance
(2009)
Singles
Get the Party Started est le trente-troisième album studio de Shirley Bassey, sorti en 2007. Il est classé no 6 au UK Albums Chart moins de deux semaines après sa sortie, constituant le meilleur classement de la chanteuse depuis l'album Something Else en 1971.
Cet album de remixes de standards de Bassey est notamment coproduit par Bob Kraushaar, connu pour ses collaborations avec Propaganda, Art of Noise, Paul McCartney, Erasure, Robbie Williams, Peter Gabriel et, surtout, les Pet Shop Boys. Il signe plusieurs remixes sous le pseudonyme (commun à Chuck Norman) North By Northwest. Catherine Feeney et Nikki Lamborn, du groupe Never the Bride, produisent l'album et apportent le single The Living Tree, sorti en neuf versions, et qui atteint le no 37 au UK Singles Chart. Le second single, Get the Party Started, interprété à l'origine par Pink, existe lui aussi en neuf versions. Il atteint le no 47 au UK Singles Chart et le no 3 au Hot Dance Singles Sales du Billboard dans une version de Carl Cox, le meilleur classement de Bassey aux États-Unis depuis Who Can I Turn To? en 1964.
La plupart des vocaux de Bassey sont repris de l'album de 1984 I Am What I Am.
Get the Party Started sort en disque compact au Royaume-Uni. Le succès du remix de Carl Cox incite Decca Records à publier l'album aux États-Unis neuf mois après la sortie anglaise.

## Liste des chansons
1. Get the Party Started (Linda Perry)
2. Big Spender (Cy Coleman, Dorothy Fields) North By Northwest Production
3. I (Who Have Nothing) (Mogol, Carlo Donida, Jerry Leiber, Mike Stoller) North By Northwest Remix
4. This Is My Life (Norman Newell, Bruno Canfora, Antonio Amurri) Caged Baby Remix
5. Slave to the Rhythm (Simon Darlow, Trevor Horn, Steve Lipson, Bruce Woolley) The Glimmers Remix
6. Can I Touch You There (Michael Bolton, Bernard Edwards, Mutt Lange, Nile Rodgers) Mungolian Jet Set/ Molvaer Remix
7. What Now My Love (Gilbert Bécaud, Pierre Delanoë, Carl Sigman) Bugz In The Attic Remix
8. Kiss Me Honey Honey (Al Timothy, Michael Julien) Restless Soul Remix
9. Hello (Lionel Richie) Dobie Remix
10. You Only Live Twice (John Barry, Leslie Bricusse) Mark De Clive-Lowe Remix
11. The Living Tree (Catherine Feeney, Nikki Lamborn)
12. Where Is the Love (Ralph MacDonald, William Salter) Bruno E Remix
13. I Will Survive (Dino Fekaris, Freddie Perren) North By Northwest Remix

## Personnel
- Shirley Bassey – chant
- Catherine Feeney - producteur
- Nikki Lamborn - producteur
- Bob Kraushaar - producteur, arrangements, orchestration
- Chuck Norman - producteur, arrangements, orchestration
- Diz Disdale - producteur exécutif